# Blauer Affenthaler
Der Blaue Affenthaler ist eine Rotweinsorte. Es handelt sich um eine aus Deutschland stammende Sorte, die früher häufig in Württemberg und dort insbesondere am unteren und mittleren Neckar sowie im Enz- und Remstal angebaut wurde. Nach dem Zweiten Weltkrieg geriet die Sorte aufgrund ihrer säuerlichen Weine sowie der Aufgabe des gemischten Satzes in Vergessenheit, bis 2004 zwei intakte Stöcke in Kaisersbach und Steinheim an der Murr wiederentdeckt wurden. Andreas Jung wies auf einen Zusammenhang zwischen dem Affenthaler und der im Anbaugebiet Franken als Schwarzer Österreicher bekannten Sorte hin.
Der blaue Affenthaler ist trotz eines ähnlichen Synonyms nicht mit dem blauen Arbst verwandt. Beide Sorten wurden jedoch im 19. Jahrhundert im Anbaugebiet Württemberg häufig verwechselt und standen vermutlich gemeinsam in den Weinbergen (→ Gemischter Satz).
Abstammung: unklar, alte Sorte. Eine Verwandtschaft zur Familie des Heunisch scheint zu bestehen.

## Ampelographische Sortenmerkmale
In der Ampelographie wird der Habitus folgendermaßen beschrieben:
- Die Triebspitze ist offen. Sie ist hellgrün und mittelwollig bis weißwollig behaart. Die Jungblätter sind spinnwebig behaart und von gelblicher Farbe.
- Die mittelgroßen Blätter sind rundlich, fünflappig und mittelstark gebuchtet. Die Stielbucht ist eng offen bis geschlossen. Das Blatt ist stumpf gezahnt. Die Zähne sind im Vergleich der Rebsorten mittelbreit angelegt. Die Blattoberfläche (auch Spreite genannt) ist blasig derb.
- Die meist walzen- bis kegelförmige Traube ist mittelgroß und sehr dichtbeerig bis kompakt. Die rundlichen Beeren sind klein und von blau-schwarzer Farbe.

Die Trauben reifen Anfang bis Mitte Oktober, physiologisch ca. eine Woche später als die des Gutedels und damit auch etwas später als der Spätburgunder. Der Blaue Affenthaler gilt damit als früh reifend.

## Synonyme
Die Rebsorte Blauer Affenthaler ist auch unter den Namen Affenthaler, Kleiner Trollinger, Morillon Aigret, Pineau Aigret und Säuerlicher Burgunder bekannt.